# ديفيد فرانكس
ديفيد فرانكس (بالإنجليزية: David Franks)‏ هو لاعب قذف أيرلندي، ولد في 1979.